# Niourk
Niourk is een stripreeks gemaakt door Olivier Vatine. De reeks bestaat uit drie albums en is geënt op de roman met de gelijknamige titel van Stefan Wul. De reeks wordt uitgebracht door uitgeverij Dark Dragon Books.

## Roman
De reeks Niourk is een sciencefiction die oorspronkelijk in boekvorm werd uitgebracht door Stefan Wul (1922 – 2003), een schrijver van sciencefiction romans. De romans van Wull besloegen in totaal elf verhalen die verschenen tussen 1955 en 1959. Het album “Alpha” is het derde en meteen het afsluitende deel van de stripversie van Niourk.

## Inhoud
Door een atoomramp is de aarde teruggeworpen naar de oertijd. De atoomstraling is enorm geweest en de mensheid die het overleefd heeft hebben nieuwe stammen gevormd. De hoofdpersoon van de reeks wordt het Zwarte Kind genoemd en is een van de overlevenden. Door zijn stam wordt hij verbannen en weet zich met moeite in leven te houden. Als hij de tovenaar van de stam volgt op weg naar de stad van de goden en doet hij allerlei ontdekkingen, en gewapend met een geweer keert hij terug bij de stam. De stam wordt aangevallen en weet een deel weet slechts ternauwernood te ontsnappen door hulp van het Zwart Kind. Deze neemt zijn stam op sleeptouw. Na allerlei omzwervingen beland hij samen met zijn vriend, een beer, in Niourk (New York). Hier in deze stad ontdekt hij de overblijfselen van wat ooit eens een bloeiend beschaving was en beleeft allerlei avonturen.
| Nummer | Titel   | Uitgeverij        | Verschenen |
| ------ | ------- | ----------------- | ---------- |
| 1      | De ster | Dark Dragon Books | 2013       |
| 2      | De stad | Dark Dragon Books | 2014       |
| 3      | Alpha   | Dark Dragon Books | 2015       |